# 高尾佐介
高尾 佐介（たかお さすけ、1950年 - 1999年8月12日）は、日本の作家、元東京新聞（中日新聞社）記者。岡山県新見市高尾出身。本名：田森 良昭（たもり よしあき）。
第14回サントリーミステリー大賞読者賞受賞作『アンデスの十字架』の作者。

## 来歴
関西外国語大学スペイン語科中退後、英国ウエスト・ロンドン・カレッジ（英国）、デウスト大学（スペイン）で学ぶ。その後、中日新聞社へ入社。
1980年に同社を退社後、中南米17か国を1年かけて取材する。航空機内誌の編集や財団法人緑の地球防衛基金のスタッフを務めながらミステリー作家をめざし、『アンデスの十字架』でサントリーミステリー大賞読者賞を得たが、1999年8月12日、リンパ腫のため死去（享年48歳）。

## 著書

### 田森良昭名義
- 『当世らてん・あめりか事情 夢大陸漂流記』PHP研究所、1982年
- 『ブラジルの旅』昭文社〈エアリアガイド〉、1986年
- 『ペルー・コロンビアコロンビア 南米アンデスの旅』昭文社〈エアリアガイド〉、1987年
- 『メキシコの旅 炎熱の祭、ささやく古代、笑う食卓』昭文社〈エアリアガイド〉、1989年
- 『アルゼンチン・チリの旅』昭文社〈エアリアガイド〉、1990年

### 高尾佐介名義
- 『アンデスの十字架』文藝春秋、1997年